# Кордеро, Ник
Николас Эдуардо Альберто (Ник) Кордеро (англ. Nicholas Eduardo Alberto 'Nick' Cordero; 17 сентября 1978, Гамильтон, Онтарио, Канада — 5 июля 2020, Лос-Анджелес, США) — канадский актёр и музыкант. Наиболее известен сценическими ролями Чича («Пули над Бродвеем»), Сонни («Бронкская история») и бармена Денниса («Рок на века»). За первую из ролей удостоен премии «Театральный мир» за выдающийся дебют и премии Внешнего общества критиков лучшему исполнителю мужской роли второго плана в мюзикле, номинирован на премии «Тони» и «Драма Деск» за лучшую мужскую роль второго плана в мюзикле. Также номинирован на премию «Драма Деск» за роль в мюзикле «Бронксская повесть». На телевидении играл в сериалах «Голубая кровь», «Закон и порядок: Специальный корпус» и «Лиллехаммер». Умер от осложнений после заражения вирусом COVID-19.

## Биография
Родился в Гамильтоне (Онтарио) в 1978 году, где окончил Уэстдейлскую среднюю школу. В старших классах принимал участие в летних театральных лагерях, в том числе организуемых местным театром «Аквариус». Поступил на театральное отделение Университета Райерсона, но после двух лет бросил учёбу ради музыкальной карьеры, создав рок-группу LoveMethod, где был гитаристом и фронтменом-вокалистом.
Группа LoveMethod просуществовала 4 года. В 2004 году состоялся профессиональный сценический дебют Кордеро, сыгравшего роль Тони в постановке «Свадьба Тони и Тины» (англ. Tony ‘n Tina’s Wedding) труппы The Second Theatre. После этого он некоторое время выступал на круизных лайнерах, а затем перебрался в Нью-Йорк в надежде стать исполнителем в бродвейских мюзиклах. Первая крупная роль Кордеро в Нью-Йорке, однако, была в постановке за пределами Бродвея: в 2009 году он сыграл заглавного героя в музыкальной адаптации фильма «Токсичный мститель». Его исполнение получило положительные отзывы в прессе, в том числе от обозревателя New York Times Чарльза Ишервуда, отмечавшего убедительные перевоплощения из «суперботаника» в покрытого ядовито-зелёной слизью здоровяка, сквозь чей облик всё равно «просвечивает обаятельная чудаковатость».
После этого Кордеро некоторое время оставался без работы, а затем присоединился к труппе национального тура мюзикла «Рок на века» (англ. Rock of Ages), где играл роль бармена Денниса. Благодаря успешным выступлениям в ходе тура он в 2012 году был утверждён на роль в этой постановке в основном составе бродвейского Театра Хелен Хейз. Выступления на Бродвее, однако, оказались недолгими, и снова оставшийся без работы Кордеро подумывал о смене театральной карьеры на торговлю недвижимостью.
Ситуация изменилась в 2014 году, когда канадца взяли в мюзикл по мотивам фильма «Пули над Бродвеем» на роль Чича — гангстера из итальянской мафии, любящего сочинительство и чечётку. В оригинальной ленте 1994 года эту роль исполнил Чезз Палминтери, получивший за неё номинацию на «Оскар». Кордеро снова получил хоришие отзывы в прессе. Так, критик Hollywood Reporter Дэвид Руни отмечал «беззаботную уверенность» его персонажа в стиле, знакомом по ролям Бобби Каннавале. Бен Брантли из New York Times писал, что в исполнении Кордеро «флегматичный убийца» выделяется среди всех остальных героев своей «располагающей искренностью». Игра Кордеро была отмечена премией «Театральный мир» за выдающийся дебют и премией Внешнего общества критиков лучшему исполнителю мужской роли второго плана в мюзикле. Он также стал номинантом на премии «Тони» и «Драма Деск» за лучшую мужскую роль второго плана в мюзикле.
За ролью Чича в дальнейшем последовал целый ряд ролей гангстеров-итальянцев. Уже в 2014 году Стивен ван Зандт пригласил Кордеро сняться в заключительной серии сериала «Лиллехаммер». В 2016 году канадец сыграл в кинофильме «Реальные парни» (англ. The Stand Up Guy) гангстера, который в рамках программы защиты свидетелей пытается начать карьеру исполнителя-комика. Он также появился в нескольких сериях полицейских телесериалов «Голубая кровь» (как главарь шайки угонщиков Виктор Луго) и «Закон и порядок: Специальный корпус».
В 2016 году Кордеро был отобран на роль Эрла Хантерсона — бездельника-мужа главной героини нового мюзикла «Официантка», которую играла Джесси Мюллер. Уже через несколько месяцев, однако, он отказался от этой роли, чтобы играть в привычном амплуа итальянского гангстера в мюзикле «Бронксская повесть». Как и в случае «Пуль над Бродвеем», его персонажа Сонни в кинофильме, на котором основывался мюзикл, играл Палминтери. Кордеро в очередной раз удостоился похвал критиков — в частности, Дэвид Руни писал, что он «идеально сочетает шарм и угрозу в своём убедительном исполнении», а Чарльз Ишервуд упоминал харизматичное сочетание «внешней сердечности с равнодушной безжалостностью». Эта роль принесла исполнителю очередные номинации на премию «Драма Деск» и премию Внешнего общества критиков лучшему исполнителю мужской роли в мюзикле.
В 2017 году Кордеро женился на Аманде Клотс, с которой познакомился в ходе постановки «Пуль над Бродвеем», где она выступала в кордебалете. В июне 2019 года у пары родился сын Элвис. По завершении работы в «Бронкской повести» Кордеро сыграл в вашингтонском Центре Кеннеди дантиста-садиста Орина Скривелло в мюзикле «Магазинчик ужасов». Перебравшись в Лос-Анджелес, он снова получил роль Денниса в обновлённом варианте «Рока на века». Постановка, игравшаяся в баре The Bourbon Room, шла до 14 марта 2020 года, когда из-за эпидемии COVID-19 все театральные спектакли были отменены.
30 марта Кордеро был госпитализирован в лос-анджелесском медицинском центре «Сидарс-Синай». Первоначально у него было диагностировано воспаление лёгких, но позже диагноз был изменён на COVID-19. Кордеро провёл в отделении интенсивной терапии более 90 дней, в течение которых у него развились серьёзные осложнения. Актёр потерял в весе 60 фунтов, ему пришлось установить аппарат искусственной вентиляции лёгких и временный электрокардиостимулятор, ампутировать ногу и в конечном итоге ввести в искусственную кому. Рассматривалась также возможность трансплантации обоих лёгких. Кодеро скончался в начале июля 2020 года, оставив после себя жену и годовалого сына. В сентябре 2020 года лейбл Broadway Records выпустил посмертный альбом Nick Cordero: Live Your Life, на котором собраны музыкальные номера из выступления Кордеро в кабаре Feinstein’s/54Below в апреле 2019 года.

## Роли в театре
- 2004 — Тони («Свадьба Тони и Тины», театр The Second City)[4]
- 2009 — Мелвин Ферд/Токси («Токсичный мститель», New World Stages)[5][10]
- 2012 — Деннис/представитель компании звукозаписи[11] («Рок на века», Helen Hayes Theater[5])
- 2014[11] — Чич («Пули над Бродвеем», St. James Theatre[12])
- 2015 — Карающий Анджело (англ. Avenging Angelo, «Бруклинит», Vineyard Theatre)[10]
- 2016[11] — Эрл («Официантка», Brooks Atkinson Theatre[13])
- 2016—2018[11] — Сонни («Бронкская история», Longacre Theatre[14])
- 2018 — Орин Скривелло («Магазинчик ужасов», Центр Кеннеди)[8]

## Роли в кино и на телевидении
| Год       |   | Русское название                    | Оригинальное название               | Роль                                            |
| --------- | - | ----------------------------------- | ----------------------------------- | ----------------------------------------------- |
| 2005      | с | Близкие друзья                      | Queer as Folk                       | Tuna Wrap                                       |
| 2011      | ф | Дон Жуан                            | Don Juan                            | Дон Жуан                                        |
| 2014      | с | Лиллехаммер                         | Lillyhammer                         | Паскуале (Пэтси) Ленто / Pasquale 'Patsy' Lento |
| 2015—2019 | с | Закон и порядок: Специальный корпус | Law and Order: Special Victims Unit | Энтони Марино / Anthony Marino                  |
| 2016      | ф | Реальные парни                      | A Stand Up Guy                      | Сэл / Sal                                       |
| 2017      | ф | Уйти красиво                        | Going in Style                      | Мясник / Butcher                                |
| 2017—2018 | с | Голубая кровь                       | Blue Bloods                         | Виктор Луго / Victor Lugo                       |
| 2019      | ф |                                     | Inside Game                         | Пит Руджери / Pete Ruggieri                     |
| 2019      | ф | Город банд                          | Mob Town                            | Винсент Джиганте / Vincent Gigante              |

## Награды и номинации
| Год  | Награда                           | Категория                                   | Результат |
| ---- | --------------------------------- | ------------------------------------------- | --------- |
| 2014 | Театральный мир                   | Выдающийся дебют                            | Победа    |
| 2014 | Премия Внешнего общества критиков | Лучшая мужская роль второго плана в мюзикле | Победа    |
| 2014 | Тони                              | Лучшая мужская роль второго плана в мюзикле | Номинация |
| 2014 | Драма Деск                        | Лучшая мужская роль второго плана в мюзикле | Номинация |
| 2017 | Драма Деск                        | Лучшая мужская роль в мюзикле               | Номинация |
| 2017 | Премия Внешнего общества критиков | Лучшая мужская роль в мюзикле               | Номинация |